# Nacionalni park Ičkeul
Nacionalni park Ičkeul čini vlažno područje jezera Ičkeul (ar.: بحيرة اشكل‎) koje se nalazi 30 km od obale Sredozemnog mora u sjevernom Tunisu. Ovo područje je važna postaja za stotine tisuća ptica selica na njihovoj seobi svake godine, zbog toga je 1985. godine upisano na UNESCO-ov popis mjesta svjetske baštine u Africi. 
Ono je posljednje slatkovodno jezero od nekada lanca jezera koja su se protezala sjevernom Afrikom. Kao takvo, ono je ključno za seobu 226 vrsta ptica, tj. više od 300,000 pataka, gusaka i liski koje ga posjećuju svake godine u isto vrijeme. Među njima tu su i tri ugrožene vrste: Bjeloglava patka (Oxyura leucocephala), Patka njorka (Aythya nyroca) i Pjegava patka (Marmaronetta angustirostris). Pored njih u parku obitava više od 500 vrsta biljaka i 200 vrsta životinja.
Od 1996. do 2006. godine park je bio i na popisu svjetske baštine u opasnosti jer je izgradnja brana na rijekama koje opslužuju jezero dovela do značajnih promjena u ekološkoj ravnoteži ovog područja. Naime, brane su smanjile pritok vode u jezero i zbog povećanja saliniteta močvarno bilje je počelo zamjenjivati morsko bilje, što je dovelo do smanjenja broja ptica selica koje su ovisile upravo o mješavini biljaka u svojoj prehrani. Tuniška vlada je učinila značajne korake kako bi se salinitet jezera umanjila i jezero je skinuto s popisa ugrožene svjetske baštine 2006. godine. No, neka izvješća udruženja za zašitu okoliša, poput IUCN-a, izvještavaju o ponovnom povećanju saliniteta i potrebi o ponovnom saniranju prije no što bude kasno.

## Vanjske poveznice
- WCMC datasheet  Arhivirana inačica izvorne stranice od 10. srpnja 1997. (Wayback Machine) (engl.)
- Jezero Ičkeul - fotografije

|  | Zajednički poslužitelj ima još gradiva o temi Jezero Ičkeul |